# Чемпіонат Азії та Океанії з хокею із шайбою серед юніорів 1985
Чемпіонат Азії та Океанії з хокею із шайбою серед юніорів 1985 — 2-й розіграш чемпіонату Азії та Океанії з хокею серед юніорських команд. Чемпіонат приймала столиця Південної Кореї Сеул. Турнір проходив з 28 січня по 2 лютого 1985 року.

## Підсумкова таблиця
| М | Команда        | І | В | Н | П | ШЗ | ШП | Різ | О |
| - | -------------- | - | - | - | - | -- | -- | --- | - |
|   | Японія         | 4 | 4 | 0 | 0 | 34 | 8  | +26 | 8 |
|   | Південна Корея | 4 | 1 | 1 | 2 | 23 | 23 | 0   | 3 |
|   | Австралія      | 4 | 0 | 1 | 3 | 6  | 32 | -26 | 1 |

## Результати
- Південна Корея 4 – 4  Австралія
- Австралія 0 – 6  Японія
- Південна Корея 2 – 4  Японія
- Південна Корея 11 – 2  Австралія
- Японія 11 – 0  Австралія
- Південна Корея 6 – 13  Японія